# 阿瓦拉-亚利马波
阿瓦拉-亚利马波（法語：Awala-Yalimapo，法語發音：[awala jalimapo]）是法国海外省法属圭亚那的一个市镇，属于马罗尼河畔圣洛朗区。

## 历史
市镇阿瓦拉-亚利马波成立于1989年1月1日，由市镇馬納划出约3%的领土而成。

## 地理
阿瓦拉-亚利马波（5°44'10"N, 53°54'29"W）面积187.4 平方千米平方千米，位于法国海外省法属圭亚那。
与阿瓦拉-亚利马波接壤的市镇（或旧市镇、城区）包括：馬納。
阿瓦拉-亚利马波的时区为UTC−03:00。

## 行政
阿瓦拉-亚利马波的邮政编码为97319，INSEE市镇编码为97361。

## 政治
阿瓦拉-亚利马波的现任市长为让-保罗·费雷拉（Jean-Paul Féreira）先生，任期为2020-2026年。

## 人口

1962-2008年间阿瓦拉-亚利马波人口变化图示

阿瓦拉-亚利马波于2022年1月1日时的人口数量为1549人。